# Чемпіонат України з легкої атлетики 2025
Чемпіонат України з легкої атлетики 2025 серед дорослих був проведений 8-10 серпня у Львові на стадіоні «Скіф».
Первісно змагання були заплановані до проведення 1-3 серпня проте був перенесений на 8-10 серпня внаслідок змін у календарі змагань Балканської легкоатлетичної федерації, щоб надати можливість українським спортсменкам виступити і на чемпіонаті цієї асоціації 26–27 липня.

## Призери основного чемпіонату

### Чоловіки
| Дисципліни                | Золото                                                                            | Золото      | Срібло                                                                          | Срібло      | Бронза                                                                                   | Бронза      |
| ------------------------- | --------------------------------------------------------------------------------- | ----------- | ------------------------------------------------------------------------------- | ----------- | ---------------------------------------------------------------------------------------- | ----------- |
| 100 метрів                | Олександр Соколов Дніпропетровська область                                        | 10,40       | Олександр Сосновенко Донецька область                                           | 10,50       | Давид Кулаковський Київ                                                                  | 10,53       |
| 200 метрів                | Давид Кулаковський Київ                                                           | 21,39 SB    | Олександр Соколов Дніпропетровська область                                      | 21,63       | Дмитро Янчик Київ                                                                        | 21,80       |
| 400 метрів                | Олександр Погорілко Сумська область                                               | 45,36       | Микита Барабанов Запорізька область                                             | 47,08       | Данило Даниленко Волинська область                                                       | 47,17       |
| 800 метрів                | Владислав Фінчук Київ                                                             | 1.51,89     | Василь Войтюк Вінницька область                                                 | 1.52,25     | Максим Караїм Львівська область                                                          | 1.53,26     |
| 1500 метрів               | Вадим Лонський Донецька область                                                   | 3.41,85 SB  | Андрій Атаманюк Хмельницька область                                             | 3.43,07 PB  | Дмитрій Ніколайчук Київ                                                                  | 3.43,29 PB  |
| 5000 метрів               | Андрій Атаманюк Хмельницька область                                               | 13.41,49 PB | Артем Казбан Київ                                                               | 14.23,86 SB | Микола Нижник Київ                                                                       | 14.28,14 SB |
| 110 метрів з бар'єрами    | Дмитро Багінський Житомирська область                                             | 13,85       | Олег Кукота Київ                                                                | 14,19       | Денис Слюсар Київ                                                                        | 15,05       |
| 400 метрів з бар'єрами    | Ростислав Голубович Черкаська область                                             | 51,50       | Дмитро Романюк Рівненська область                                               | 52,04 PB    | Денис Нечипоренко Черкаська область                                                      | 52,49       |
| 3000 метрів з перешкодами | Василь Сабуняк Київ                                                               | 8.58,39 SB  | Костянтин Коляда Львівська область                                              | 9.05,44 SB  | Руслан Наумов Донецька область                                                           | 9.12,95 SB  |
| 4×100 метрів              | Запорізька областьВладислав Ємець Роман Кравцов Микита Барабанов Андрій Барабанов | 40,89       | КиївОлег Кукота Давид Кулаковський Дмитро Янчик Данило Дубина                   | 41,54       | Чернівецька областьВалентин Остапенко Еміль Ібрагімов Михайло Джелеп Олександр Мельничук | 41,92       |
| 4×400 метрів              | КиївАнтон Шмаровоз Дмитро Гончар Владислав Фінчук Нікіта Родченков                | 3.15,65     | Вінницька областьАртем Кахно Сергій Носулько Владислав Хоменський Василь Войтюк | 3.20,23     | Львівська областьДмитро Гласов Кирило Ястремський Єгор Миколаєнко Дмитро Доценко         | 3.24,32     |
| Ходьба 10000 метрів       | Сергій Світличний Сумська область                                                 | 40.10,06 SB | Едуард Забуженко Київська область                                               | 41.55,26 SB | Мар'ян Закальницький Донецька область                                                    | 41.56,08 PB |
| Стрибки у висоту          | Олег Дорощук Кіровоградська область                                               | 2,28        | Вадим Кравчук Львівська область                                                 | 2,24        | Дмитро Нікітін Житомирська область                                                       | 2,20        |
| Стрибки з жердиною        | Владислав Малихін Волинська область                                               | 5,60        | Олександр Онуфрієв Дніпропетровська область                                     | 5,40        | Валентин Лобода Донецька область                                                         | 5,20 PB     |
| Стрибки в довжину         | Нікіта Маслюк Сумська область                                                     | 7,87 PB     | Данило Дубина Київ                                                              | 7,61        | Ярослав Ісаченков Київ                                                                   | 7,54        |
| Потрійний стрибок         | Віктор Яненко Одеська область                                                     | 15,30       | Владислав Шепелєв Одеська область                                               | 15,03       | Іван Фурдуй Дніпропетровська область                                                     | 14,40       |
| Штовхання ядра            | Артем Левченко Харківська область                                                 | 18,66       | Віктор Самолюк Київська область                                                 | 18,25 SB    | Максим Коваль Черкаська область                                                          | 17,28 SB    |
| Метання диска             | Михайло Брудін Донецька область                                                   | 57,10       | Олександр Титаренко Сумська область                                             | 49,53       | Віктор Самолюк Київська область                                                          | 47,16       |
| Метання молота            | Гліб Піскунов Донецька область                                                    | 60,94       | Олексій Яценко Київ                                                             | 58,07       | Андрій Кунєєв Київська область                                                           | 54,15       |
| Метання списа             | Артур Фельфнер Київська область                                                   | 80,70       | Дмитро Федусов Київ                                                             | 64,69       | Дмитро Шеремет Львівська область                                                         | 64,36 SB    |
| Десятиборство             | Максим Зейналян Волинська область                                                 | 6739        | Назар Гірчак Львівська область                                                  | 6244        | Владислав Різниченко Одеська область                                                     | 5255        |

### Жінки
| Дисципліни                | Золото                                                                       | Золото      | Срібло                                                                            | Срібло      | Бронза                                                                              | Бронза      |
| ------------------------- | ---------------------------------------------------------------------------- | ----------- | --------------------------------------------------------------------------------- | ----------- | ----------------------------------------------------------------------------------- | ----------- |
| 100 метрів                | Діана Гончаренко Сумська область                                             | 11,61       | Наталія Юрчук Рівненська область                                                  | 11,62       | Даниїла Хаван Закарпатська область                                                  | 11,68 PB    |
| 200 метрів                | Тетяна Кайсен Дніпропетровська область                                       | 23,69       | Даниїла Хаван Закарпатська область                                                | 24,29       | Марія Черкас Вінницька область                                                      | 24,79       |
| 400 метрів                | Мар'яна Шостак Львівська область                                             | 52,05 SB    | Тетяна Харащук Івано-Франківська область                                          | 54,06       | Наталія Лупу Київ                                                                   | 55,30       |
| 800 метрів                | Юлія Гавриляк Львівська область                                              | 2.03,49 PB  | Аліна Корсунська Київська область                                                 | 2.04,79 PB  | Оксана Долинчук Донецька область                                                    | 2.04,98 SB  |
| 1500 метрів               | Наталія Кроль Рівненська область                                             | 4.22,59     | Тетяна Чорновол Київська область                                                  | 4.22,88     | Вікторія Шкурко Київська область                                                    | 4.23,33     |
| 5000 метрів               | Валерія Зіненко Донецька область                                             | 15.56,77 SB | Вікторія Шкурко Київська область                                                  | 15.58,61 PB | Вікторія Калюжна Донецька область                                                   | 16.17,37 SB |
| 100 метрів з бар'єрами    | Наталія Юрчук Рівненська область                                             | 13,27       | Ганна Чубковцова Київ                                                             | 13,93       | Галина Матвій Львівська область                                                     | 14,52 PB    |
| 400 метрів з бар'єрами    | Вікторія Ткачук Донецька область                                             | 57,50 SB    | Анна Орлова Дніпропетровська область                                              | 59,14       | Наталя Пироженко-Чорномаз Київ                                                      | 1.00,91     |
| 3000 метрів з перешкодами | Ганна Жмурко Чернігівська область                                            | 10.52,20 SB | Вікторія Бондарєва Дніпропетровська область                                       | 11.01,22    | Олена Пітірімова Київ                                                               | 11.12,90 PB |
| 4×100 метрів              | Львівська областьНаталія Лисак Олександра Жук Надія Нужна Галина Матвій      | 49,23       | Черкаська областьОльга Гноєва Дарія Ополончик Вікторія Банира Анна Шевченко       | 49,91       | Волинська областьДіана Примачук Руфіна Котік Вікторія Оленич Карина Вегнер          | 51,68       |
| 4×400 метрів              | Львівська областьМарія Михалюк Юлія Гавриляк Анна-Марія Хіміч Мар'яна Шостак | 3.43,79     | КиївНаталія Бесідовська Наталя Пироженко-Чорномаз Анастасія Бризгіна Наталія Лупу | 3.44,83     | Донецька областьМарія Позднякова Оксана Долинчук Валентина Демченко Вікторія Ткачук | 3.50,39     |
| Ходьба 10000 метрів       | Валерія Шоломіцька Волинська область                                         | 46.17,37    | Анастасія Фальчик Волинська область                                               | 55.30,35    | Вікторія Фальчик Волинська область                                                  | 57.56,34 SB |
| Стрибки у висоту          | Юлія Левченко Київ                                                           | 1,95        | Катерина Табашник Харківська область                                              | 1,87        | Юлія Чумаченко Донецька область                                                     | 1,83        |
| Стрибки з жердиною        | Марина Килипко Харківська область                                            | 4,30        | Юлія Козуб Миколаївська область                                                   | 4,10 SB     | Тетяна Гамора Харківська область                                                    | 3,70        |
| Стрибки в довжину         | Ірина Будзинська Харківська область                                          | 6,65 PB     | Світлана Бойчук Київ                                                              | 6,29 PB     | Аліна Лістунова Львівська область                                                   | 6,22        |
| Потрійний стрибок         | Ольга Корсун Полтавська область                                              | 13,62       | Ганна Красуцька Донецька область                                                  | 13,53       | Марія Сіней Київ                                                                    | 13,42       |
| Штовхання ядра            | Ольга Голодна Київська область                                               | 16,30       | Софія Ромасюк Харківська область                                                  | 16,06 PB    | Тетяна Насонова Херсонська область                                                  | 14,31       |
| Метання диска             | Наталія Семенова Донецька область                                            | 53,84       | Дар'я Козачок Житомирська область                                                 | 44,16 SB    | Наталія Бучинська Тернопільська область                                             | 34,38       |
| Метання молота            | Ірина Климець Волинська область                                              | 66,53       | Олена Хамаза Волинська область                                                    | 62,48       | Вікторія Сахно Київ                                                                 | 60,32       |
| Метання списа             | Вікторія Банира Черкаська область                                            | 46,74       | Поліна Шапочка Запорізька область                                                 | 45,10 SB    | Ярослава Аполосова Запорізька область                                               | 43,50       |
| Семиборство               | Дарина Слобода Київська область                                              | 5894        | Юлія Лобан Чернігівська область                                                   | 5813        | Тетяна Білик Харківська область                                                     | 5105        |

## Окремі чемпіонати

### Стадіонні дисципліни
- Зимовий чемпіонат України з легкоатлетичних метань 2025 був проведений 18—19 лютого в Києві на метальних секторах Олімпійського навчально-спортивного центру «Конча-Заспа»[6].
- Чемпіонат України з бігу на 10000 метрів 2025 був проведений 26 квітня в Житомирі на Центральному стадіоні[7].

#### Чоловіки
| Дисципліни               | Золото                                  | Золото   | Срібло                              | Срібло   | Бронза                              | Бронза   |
| ------------------------ | --------------------------------------- | -------- | ----------------------------------- | -------- | ----------------------------------- | -------- |
| 10000 метрів             | Вадим Лонський Донецька область         | 30.09,41 | Андрій Атаманюк Хмельницька область | 30.09,90 | Богдан-Іван Городиський Київ        | 30.09,96 |
| Метання диска (зимовий)  | Руслан Валітов Дніпропетровська область | 53,36    | Ярослав Листопад Полтавська область | 50,90    | Олександр Титаренко Сумська область | 46,77    |
| Метання молота (зимовий) | Гліб Піскунов Донецька область          | 60,59    | Євгеній Літвін Волинська область    | 49,34    | не вручалась                        |          |
| Метання списа (зимовий)  | Олексій Лепель Київська область         | 68,91    | Микола Калюш Рівненська область     | 67,54    | Євгеній Деулін Київська область     | 64,99    |

#### Жінки
| Дисципліни               | Золото                            | Золото   | Срібло                             | Срібло   | Бронза                          | Бронза   |
| ------------------------ | --------------------------------- | -------- | ---------------------------------- | -------- | ------------------------------- | -------- |
| 10000 метрів             | Вікторія Калюжна Донецька область | 32.58,32 | Вікторія Шкурко Київська область   | 33.06,86 | Ольга Нижник Київ               | 33.52,47 |
| Метання диска (зимовий)  | Наталія Семенова Донецька область | 52,87    | Марина Кодацька Харківська область | 27,81    | не вручалась                    |          |
| Метання молота (зимовий) | Ірина Климець Волинська область   | 65,68    | Олена Хамаза Волинська область     | 63,98    | Юлія Кисильова Донецька область | 58,15    |
| Метання списа (зимовий)  | Ганна Гацько Київ                 | 45,94    | Поліна Шапочка Запорізька область  | 39,69    | не вручалась                    |          |

### Шосейна спортивна ходьба
- Чемпіонат України зі спортивної ходьби 2025 був проведений 5 квітня в Луцьку. До програми змагань серед дорослих були включені змагання на 20-кілометровій дистанції з довжиною кола 1 км, прокладеній проспектом Волі[8].

#### Чоловіки
| Дисципліни           | Золото                       | Золото  | Срібло                          | Срібло  | Бронза                      | Бронза  |
| -------------------- | ---------------------------- | ------- | ------------------------------- | ------- | --------------------------- | ------- |
| Ходьба 20 кілометрів | Микола Рущак Сумська область | 1:21.36 | Іван Банзерук Волинська область | 1:22.18 | Ігор Главан Сумська область | 1:22.23 |

#### Жінки
| Дисципліни           | Золото                                 | Золото  | Срібло                          | Срібло  | Бронза                         | Бронза  |
| -------------------- | -------------------------------------- | ------- | ------------------------------- | ------- | ------------------------------ | ------- |
| Ходьба 20 кілометрів | Ганна Шевчук Івано-Франківська область | 1:30.46 | Марія Сахарук Волинська область | 1:31.28 | Олена Собчук Волинська область | 1:32.16 |

### Позашосейний біг
- Чемпіонат України з кросу 2025 буде проведений 25 жовтня в Білій Церкві або Києві.
- Чемпіонат України з гірського та трейлового бігу 2025 був скасований.

#### Чоловіки
| Дисципліни    | Золото | Золото | Срібло | Срібло | Бронза | Бронза |
| ------------- | ------ | ------ | ------ | ------ | ------ | ------ |
| Крос (2 км)   |        |        |        |        |        |        |
| Крос (7,5 км) |        |        |        |        |        |        |

#### Жінки
| Дисципліни    | Золото | Золото | Срібло | Срібло | Бронза | Бронза |
| ------------- | ------ | ------ | ------ | ------ | ------ | ------ |
| Крос (2 км)   |        |        |        |        |        |        |
| Крос (7,5 км) |        |        |        |        |        |        |

### Шосейний біг
- Чемпіонат України з шосейного бігу на 1 милю 2025 буде проведений 28 вересня у Чернівцях.
- Чемпіонат України з шосейного бігу на 10 кілометрів та напівмарафону 2025 був проведений 30 березня у Хусті[9].
- Чемпіонат України з марафонського бігу 2025 буде проведений 4 жовтня в межах Білоцерківського марафону.
- Чемпіонат України з шосейного бігу на 50 та 100 кілометрів та з 12-годинного бігу 2025 був проведений 4 травня у Вінниці та відзначився вищим національним досягненням з 12-годинного бігу серед жінок — Марина Радько за півдоби пробігла 144,488 км[10].

#### Чоловіки
| Дисципліни      | Золото                              | Золото  | Срібло                                  | Срібло  | Бронза                                    | Бронза  |
| --------------- | ----------------------------------- | ------- | --------------------------------------- | ------- | ----------------------------------------- | ------- |
| 1 миля          |                                     |         |                                         |         |                                           |         |
| 10 км           | Андрій Атаманюк Хмельницька область | 29.09   | Микола Нижник Київ                      | 29.09   | Роман Ростикус Львівська область          | 29.24   |
| Напівмарафон    | Богдан-Іван Городиський Київ        | 1:04.32 | Вадим Лонський Донецька область         | 1:06.04 | Іван Стребков Тернопільська область       | 1:06.59 |
| Марафон         |                                     |         |                                         |         |                                           |         |
| 50 км           | Роман Скурідін Луганська область    | 3:10.25 | Віктор Романюк Дніпропетровська область | 3:11.12 | Михайло Пономаренко Луганська область     | 3:34.18 |
| 100 км          | Антон Джулай Київ                   | 6:54.01 | Олександр Радченко Київ                 | 7:34.35 | В'ячеслав Олішевський Житомирська область | 7:42.44 |
| 12-годинний біг | Анатолій Новак Львівська область    | 146,470 | Максим Пендищук Львівська область       | 138,216 | Микола Луговий Волинська область          | 137,798 |

#### Жінки
| Дисципліни      | Золото                                  | Золото     | Срібло                                  | Срібло  | Бронза                            | Бронза  |
| --------------- | --------------------------------------- | ---------- | --------------------------------------- | ------- | --------------------------------- | ------- |
| 1 миля          |                                         |            |                                         |         |                                   |         |
| 10 км           | Ольга Нижник Київ                       | 32.35      | Вікторія Шкурко Київська область        | 33.22   | Ганна Жмурко Чернігівська область | 35.13   |
| Напівмарафон    | Наталія Бурковська Київ                 | 1:18.06    | Іванна Мельник Дніпропетровська область | 1:22.11 | Олена Пітірімова Київ             | 1:28.12 |
| Марафон         |                                         |            |                                         |         |                                   |         |
| 50 км           | Іванна Мельник Дніпропетровська область | 3:42.48    | Ірина Згурська Київ                     | 4:11.01 | Тетяна Граматікова-Боно Київ      | 4:18.27 |
| 100 км          | Олена Шевченко Одеська область          | 8:26.14 PB | не вручались (тільки одна учасниця)     |         |                                   |         |
| 12-годинний біг | Марина Радько Сумська область           | 144,488 NB | Юлія Жабіна Донецька область            | 115,576 | Ірина Ломака Донецька область     | 115,576 |

## Онлайн-трансляції
Федерація легкої атлетики України здійснювала вебтрансляцію основного чемпіонату на власному YouTube-каналі:
- День 1 (ранкова сесія) на YouTube
- День 1 (вечірня сесія) на YouTube
- День 2 (ранкова сесія) на YouTube
- День 2 (вечірня сесія, частина 1) на YouTube
- День 2 (вечірня сесія, частина 2) на YouTube
- День 3 (ранкова сесія) на YouTube
- День 3 (вечірня сесія) на YouTube